# Stokkemarke
Stokkemarke är en ort på ön Lolland i Danmark.   Den ligger i Lollands kommun och Region Själland, i den sydöstra delen av landet, 120 km sydväst om Köpenhamn. Stokkemarke ligger 10 meter över havet och antalet invånare är 418.
Närmaste större samhälle är Nakskov, 15 km väster om Stokkemarke. Trakten runt Stokkemarke består till största delen av jordbruksmark.